# رسالة سيارة
الرسالة السيارة هو نص لإعلان أو مذكرة أو نشرة مخصص للإرسال لأعضاء خدمة أو مؤسسة أو إدارة.